# Amblysterna
Amblysterna è un genere di coleotteri della famiglia Buprestidae.

## Tassonomia
- Amblysterna johnstoni Waterhouse, 1885
- Amblysterna natalensis (Fahraeus, 1851)